# فرمان همایونی
فرمان همایونی به‌طور عام فرمان پادشاه کشور برای انجام مواردی بوده است که در ید قدرت او می‌باشد. به‌طور خاص مجموعه ای از عزل و نصبها بوده که به‌طور تدریجی (پس از کم و زیاد شدن) در انحصار شاه کشور بوده است.
با ظهور انقلاب در سال ۱۳۵۷ این منصبها مدتی بلاتکلیف ماندند تا اینکه در سوم خرداد ۱۳۶۰ این عنوان حذف شد و اختیارات عزل و نصب به نهادهای دیگر نظام مثل رهبر- وزیر اقتصاد - وزیر بهداشت- رئیس ستاد مشترک و مجلس منتقل شدند.

## لایحه حذف فرمان همایونی
در تاریخ ۳/۳/۱۳۶۰ «لایحه راجع به حذف عبارت (فرمان همایونی) در قوانین و مقررات مربوط به انتصاب افراد به بعضی از مقام‌های کشور» به صورت یک فوریتی و با حضور اعضای شورای نگهبان در مجلس طرح و به تصویب اکثریت مجلس رسید و برای اعلام نظر نهایی شورای نگهبان به این نهاد ارجاع شد. براساس ماده واحده این لایحه، انتصاب کلیه مقام‌هایی که به موجب قوانین مصوب تا ۲۲/۱۱/۱۳۵۷ موکول به صدور (فرمان همایونی) شده است، جز در مواردی که به موجب قانون اساسی جمهوری اسلامی مستقیماً به رهبری و ریاست‌جمهوری و قوه مقننه مربوط می‌شود، به ترتیب زیر انجام می‌شود.
۱ - رئیس کل بانک مرکزی و قائم مقام او به پیشنهاد وزیر امور اقتصادی و دارایی و تصویب هیئت دولت و تأیید صلاحیت به وسیله مجلس شورای اسلامی تعیین می‌شود و وزیر امور اقتصادی و دارایی موظف است در مدت ۵ روز حکم وی را صادر کند.»
۱- رئیس کل بانک مرکزی و قائم مقام او به پیشنهاد وزیر امور اقتصادی و دارایی و تأیید مجمع عمومی بانکها و تصویب هیئت دولت تعیین‌می‌شود و وزیر امور اقتصادی و دارایی موظف است در مدت ۵ روز حکم وی را صادر و ابلاغ نماید.
۲- رئیس هلال احمر به پیشنهاد وزیر بهداری و تأیید صلاحیت وی به وسیله کمیسیون امور بهداری مجلس تعیین می‌شود و وزیر بهداری موظف‌است در مدت ۵ روز حکم وی را صادر نماید.
۳- استانداران با پیشنهاد وزیر کشور و تصویب هیئت دولت تعیین می‌شوند و وزیر کشور حکم آنان را در مدت حداکثر ۵ روز صادر و ابلاغ‌می‌نماید.
1. نصب و عزل مقامات ادارات و سازمانهایی که وابسته به وزارتخانه مشخصی هستند به استثنای وزارت دادگستری، به امضای وزیر آن‌وزارتخانه انجام می‌گردد.
2. کلیه نصب و عزل‌هایی که به موجب قانون به تصویب مجمع عمومی – بانکها و مجمع عمومی سایر شرکتهای دولتی می‌رسد با امضای رئیس‌مجمع عمومی ابلاغ می‌گردد.

۶- عزل و نصبها در قوه قضائیه به پیشنهاد یکی از اعضاء شورای عالی قضایی حسب مورد و تصویب آن شورا با رعایت اصل ۱۶۴ قانون اساسی‌انجام می‌شود و رئیس شورای عالی قضایی موظف است در مدت ۵ روز احکام آنرا صادر و ابلاغ نماید.
۷- کلیه مواردی که در امور نیروهای مسلح موکول به فرمان همایونی بوده است در امور سه نیرو به پیشنهاد فرمانده همان نیرو و در سایر موارد به‌پیشنهاد رئیس ستاد مشترک و با تصویب شورای عالی دفاع خواهد بود. پیشنهادکننده موظف است حداکثر تا ۵ روز احکام مربوطه را صادر و ابلاغ‌نماید.
تبصره ۱- کلیه مواردی که در قوانین گذشته عزل و نصب با فرمان همایونی بوده و در این لایحه قانونی حکم آن مشخص نشده است مرجع‌تصویب و امضای آن با تصویب مجلس شورای اسلامی تعیین می‌گردد.
تبصره ۲- آن قسمت از قوانین و مقررات موجود که با مفاد این ماده واحده و تبصره‌های آن مغایرت دارد از تاریخ تصویب این قانون ملغی است.
تبصره ۳- وزارتخانه‌ها و کلیه مؤسسات و شرکتهای دولتی و بانکها که شمول مقررات عمومی نسبت به آنها مستلزم ذکر نام است نیز مشمول این‌قانون خواهند بود.
قانون فوق مشتمل بر ماده واحده و سه تبصره در جلسه روز پنجشنبه چهاردهم خرداد ماه یک هزار و سیصد و شصت شمسی با حضور شورای محترم‌نگهبان به تصویب مجلس شورای اسلامی رسیده است.
رئیس مجلس شورای اسلامی- اکبر هاشمی